# Bach Gyula
Bach Gyula (Zsombolya, 1889. április 4. – Temesvár, 1954. október 29.) magyar újságíró, író, műfordító.

## Életútja, munkássága
1913-tól évekig a Temesvári Hírlap kül- és belpolitikai rovatát szerkesztette. Felelős szerkesztője volt a Közép-európai Lloydnak (1925) és az Új Hírlapnak (1935), míg az 1930-as években a 6 Órai Újságnál, annak megszűnése után a Magyar Néplapnál dolgozott. Tagja volt az Arany János Társaságnak. A második világháború után a Szabad Szó és a Romániai Magyar Szó munkatársa. Számos novellát, folytatásos regényt, pszichoanalitikai és társadalomtudományi esszét, útleírást közölt a bánsági és erdélyi lapokban. Mozi című filmregénye 1922-ben jelent meg Temesváron.

## Kötetei
- Mozi. Filmregény; Hunyadi Ny., Temesvár, 1922